# Gmina Breza
Gmina Breza (boś. Općina Breza) – gmina w Bośni i Hercegowinie, w kantonie zenicko-dobojskim. W 2013 roku liczyła 14 168 mieszkańców.